# Liu Xiaotong
Liu Xiaotong (chiń. 劉曉彤; ur. 16 lutego 1990 w Pekinie) – chińska siatkarka, grająca na pozycji przyjmującej. Obecnie występuje w drużynie Beijing BAW.

## Sukcesy klubowe
Mistrzostwo Chin:
- 2018, 2019
- 2020

Klubowe Mistrzostwa Azji:
- 2019

## Sukcesy reprezentacyjne
Mistrzostwa Świata:
- 2014
- 2018

Puchar Świata:
- 2015[1], 2019

Volley Masters Montreux:
- 2016
- 2017

Igrzyska Olimpijskie:
- 2016

Puchar Wielkich Mistrzyń:
- 2017[2]

Liga Narodów:
- 2018, 2019

Igrzyska Azjatyckie:
- 2018

## Nagrody indywidualne
- 2014: Najlepsza przyjmująca finałowego turnieju Grand Prix